# Gy-l'Évêque
Gy-l'Évêque és un municipi francès, situat al departament del Yonne i a la regió de Borgonya - Franc Comtat. L'any 2007 tenia 465 habitants.

## Demografia

### Població
El 2007 la població de fet de Gy-l'Évêque era de 465 persones. Hi havia 192 famílies, de les quals 48 eren unipersonals (32 homes vivint sols i 16 dones vivint soles), 60 parelles sense fills, 64 parelles amb fills i 20 famílies monoparentals amb fills.
La població ha evolucionat segons el següent gràfic:
Habitants censats

### Habitatges
El 2007 hi havia 226 habitatges, 191 eren l'habitatge principal de la família, 24 eren segones residències i 11 estaven desocupats. 186 eren cases i 40 eren apartaments. Dels 191 habitatges principals, 138 estaven ocupats pels seus propietaris, 44 estaven llogats i ocupats pels llogaters i 9 estaven cedits a títol gratuït; 1 tenia una cambra, 10 en tenien dues, 33 en tenien tres, 47 en tenien quatre i 100 en tenien cinc o més. 165 habitatges disposaven pel capbaix d'una plaça de pàrquing. A 86 habitatges hi havia un automòbil i a 97 n'hi havia dos o més.

### Piràmide de població
La piràmide de població per edats i sexe el 2009 era:
| Homes | Edats   | Dones |
| ----- | ------- | ----- |
| 0     | 95 o +  | 0     |
| 0     | 90 a 94 | 8     |
| 0     | 85 a 89 | 0     |
| 0     | 80 a 84 | 4     |
| 4     | 75 a 79 | 4     |
| 4     | 70 a 74 | 12    |
| 8     | 65 a 69 | 8     |
| 16    | 60 a 64 | 4     |
| 4     | 55 a 59 | 8     |
| 20    | 50 a 54 | 32    |
| 28    | 45 a 49 | 16    |
| 24    | 40 a 44 | 28    |
| 8     | 35 a 39 | 12    |
| 20    | 30 a 34 | 4     |
| 4     | 25 a 29 | 8     |
| 16    | 20 a 24 | 12    |
| 36    | 15 a 19 | 8     |
| 28    | 10 a 14 | 12    |
| 20    | 5 a 9   | 0     |
| 8     | 0 a 4   | 4     |

## Economia
El 2007 la població en edat de treballar era de 322 persones, 254 eren actives i 68 eren inactives. De les 254 persones actives 236 estaven ocupades (126 homes i 110 dones) i 18 estaven aturades (10 homes i 8 dones). De les 68 persones inactives 20 estaven jubilades, 26 estaven estudiant i 22 estaven classificades com a «altres inactius».

### Ingressos
El 2009 a Gy-l'Évêque hi havia 201 unitats fiscals que integraven 492 persones, la mediana anual d'ingressos fiscals per persona era de 18.091 €.

### Activitats econòmiques
Dels 11 establiments que hi havia el 2007, 1 era d'una empresa alimentària, 2 d'empreses de construcció, 2 d'empreses de comerç i reparació d'automòbils, 1 d'una empresa de transport, 2 d'empreses d'hostatgeria i restauració, 1 d'una empresa immobiliària, 1 d'una empresa de serveis i 1 d'una empresa classificada com a «altres activitats de serveis».
Dels 3 establiments de servei als particulars que hi havia el 2009, 1 era una fusteria, 1 lampisteria i 1 restaurant.
Dels 2 establiments comercials que hi havia el 2009, 1 era una botiga de menys de 120 m² i 1 una sabateria.
L'any 2000 a Gy-l'Évêque hi havia 19 explotacions agrícoles que ocupaven un total de 1.128 hectàrees.

## Equipaments sanitaris i escolars
El 2009 hi havia una escola elemental integrada dins d'un grup escolar amb les comunes properes formant una escola dispersa.

## Poblacions més properes
El següent diagrama mostra les poblacions més properes.